# Like a Star
"Like a Star" é uma canção da cantora Inglesa de Soul - Corinne Bailey Rae do seu auto-intitulado álbum de estreia Corinne Bailey Rae (2006). Lançado em Novembro de 2005, como seu single de estreia e re-lançado em Outubro de 2006, a canção foi indicada para o Grammy de 2008 para Canção do Ano.
A canção foi incluída na trilha sonora internacional da telenovela brasileira Sete Pecados.

## Lançamento Original
"Like a Star" foi lançado originalmente no Reino Unido em 7 de Novembro de 2005, em um formato de edição limitada, apenas 3000 cópias foram feitas, tornando-se um item muito procurado pelos fãs de Rae. Foi enviado para testar a água antes de um lançamento apropriado, e depois Rae fez uma performance aclamada pela crítica da canção no Later... with Jools Holland, ela imediatamente foi vendida para fora.
Escrita inteiramente por Rae e produzido por Steve Chrisanthou, "Like a Star" ganhou críticas muito polvorosas e foi patrocinada pela Radio 1, pelos DJs Colin and Edith. O soul rico dos vocais e a descontraída produção apresentou Rae ao mundo.

## Vídeo Musical
O vídeo musical foi dirigido por James Griffiths.

## Faixas
CD single no Reino Unido
1. "Like a Star"
2. "Enchantment"
3. "Choux Pastry Heart"

7" single do Reino Unido
1. "Like a Star"
2. "Enchantment"

## Desempenho nas Paradas
| Parada (2005)            | Melhor posição |
| ------------------------ | -------------- |
| European Hot 100 Singles | 99             |
| UK Singles Chart         | 34             |

| Parada (2006)           | Melhor posição |
| ----------------------- | -------------- |
| Hungarian Airplay Chart | 24             |

## Relançamento
"Like a Star" foi relançado no Reino Unido em 9 de Outubro de 2006, devido à popularidade da música. Um novo vídeo, dirigido por Sam Brown, foi disparado para o relançamento e o single chegou ao número trinta e dois, dois lugares acima referidos, quando chegava originalmente em Novembro de 2005. O single foi lançado nos Estados Unidos em Janeiro de 2007 e estreou no número cinquenta e seis na Billboard Hot 100. Rae realizou esta canção e "Trouble Sleeping", na Studio 60 on the Sunset Strip da NBC, em 27 de Novembro de 2006. Foi utilizado nos programas de televisão da ABC Grey's Anatomy e Men in Trees, bem como em um episódio de Medium na NBC e CSI: NY, da CBS. A canção também apareceu no final do filme de 2007 Nancy Drew no filme de 2008 27 Dresses e no episódio 9 da primeira temporada da série Dynasty (Dinastia), 2017. Rae realizou "Like a Star" no 49th Grammy Awards em 11 de Fevereiro de 2007 e recebeu uma nomeação para Canção do Ano no Grammy Awards no ano seguinte.

### Faixas
CD 1 do Reino Unido
1. "Like a Star"
2. "Emaraldine"

CD 2 do Reino Unido
1. "Like a Star"
2. "Emaraldine"
3. "Enchantment" (Remix de Amp Fiddler)
4. "Daydreaming" (Cover de Aretha Franklin)
5. "Like a Star" (vídeo do relançamento)

7" single do Reino Unido
1. "Like a Star"
2. "Enchantment" (Remix de Amp Fiddler)

Download
1. "Like a Star" (Acústico)
2. "Like a Star" (Instrumental)

### Desempenho nas paradas
| Parada (2006)            | Melhor posição |
| ------------------------ | -------------- |
| Dutch Single Top 100     | 100            |
| European Hot 100 Singles | 96             |
| UK Singles Chart         | 32             |

| Parada (2007)                        | Melhor posição |
| ------------------------------------ | -------------- |
| U.S. Billboard Hot 100               | 56             |
| U.S. Billboard Hot R&B/Hip-Hop Songs | 59             |
| U.S. Billboard Pop 100               | 47             |
| U.S. Billboard Smooth Jazz Songs     | 30             |
| U.S. Billboard Dagital Songs         | 44             |
| U.S. Billboard Adult Pop Songs       | 33             |

### Vendas e certificações
| País           | Certificação | Vendas  |
| -------------- | ------------ | ------- |
| Estados Unidos | N/A          | 327,000 |
| Mundo          | N/A          | 400,000 |

## Pessoal
- Escrito por Corinne Bailey Rae
- Produzido e gravado por Steve Chrisanthou
- Todos os vocais realizados por Corinne Bailey Rae
- Todos os instrumentos tocados por Corinne Bailey Rae (com excepção do órgão, realizado por Steve Chrisanthou e as cordas, interpretadas pela London Session Orchestra)
- Orquestra conduzida por Wil Malone
- Publicado pela Editora Global Talent
- Gravado no estúdio Idle